# جغرافیای اسواتینی

موقعیت اسواتینی

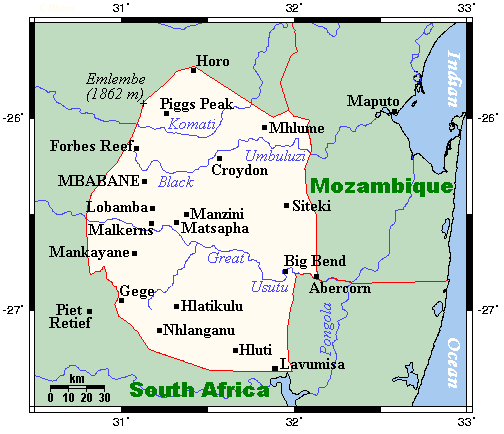
نقشه اسواتینی

اِسواتینی (سوازیلند سابق)، کشوری در جنوب آفریقا است که بین موزامبیک و آفریقای جنوبی قرار دارد. این کشور در مختصات جغرافیایی ۲۶°۳۰′ جنوبی ۳۱°۳۰′ شرقی / ۲۶٫۵۰۰°جنوبی ۳۱٫۵۰۰°شرقی واقع شده‌است. مساحت اسواتینی ۱۷۳۶۳ کیلومتر مربع است که ۱۶۰ کیلومتر آن آب است. مناطق اصلی کشور لوفِلد (دشت پست)، میدل‌فلد (دشت میانی) و های‌فلد (دشت بلند) نام دارند.
اسواتینی حدود ۱۱۰ مایل (۱۷۵ کیلومتر) از شمال به جنوب و حدود ۸۰ مایل (۱۳۰ کیلومتر) از غرب به شرق در بزرگترین ابعاد آن امتداد دارد. یک تاریخ طولانی و پیچیده زمین‌شناسی، منظره‌ای با تنوع شگفت‌انگیز از ناهمواری‌ها، آب و هوا و خاک برای چنین کشور کوچکی ایجاد کرده‌است.

## جغرافیای فیزیکی

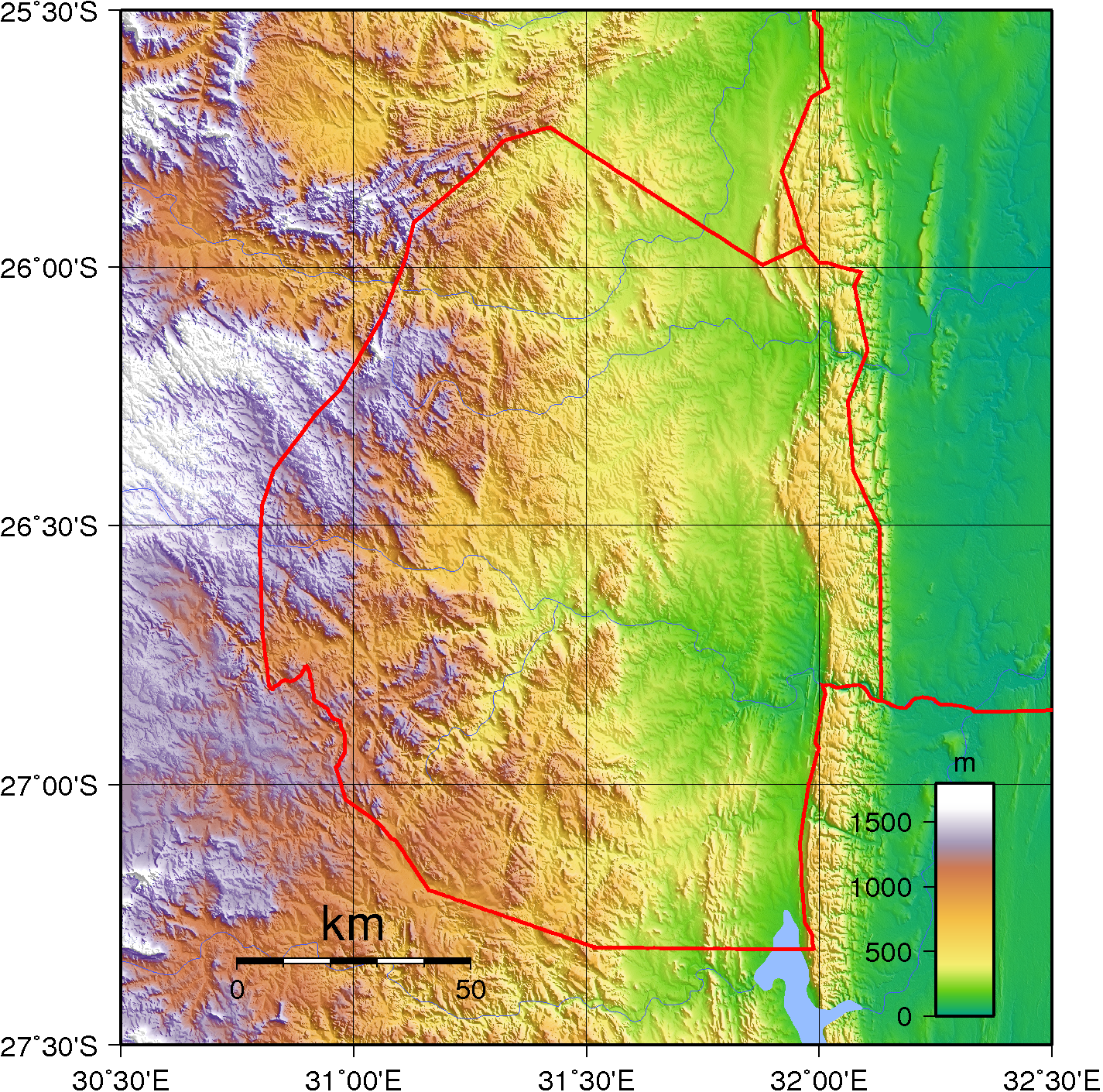
نقشه ناهمواری‌های اسواتینی

زمین‌های این کشور عمدتاً از کوه‌ها و تپه‌ها با برخی دشت‌های با شیب متوسط تشکیل شده‌است. پست‌ترین نقطه کشور رودخانه اوسوتوی بزرگ با ۲۱ متر (۶۹ فوت) و بالاترین نقطه املمبه با ۱٬۸۶۲ متر (۶٬۱۰۹ فوت) است.
اسواتینی به عنوان یک کشور محصور در خشکی، نه خط ساحلی دارد و نه ادعای دریایی. از نظر مرزهای زمینی، اسواتینی ۱۰۵ کیلومتر (۶۵ مایل) با موزامبیک همسایه است و ۴۳۰ کیلومتر با آفریقای جنوبی مرز دارد، یعنی جمعاً ۵۳۵ کیلومتر مرز زمینی.
چهار منطقه فیزیوگرافی به خوبی تعریف شده وجود دارد که به صورت طولی از شمال به جنوب در کمربندهای تقریباً موازی امتداد دارند. از غرب به شرق عبارتند از: های‌فلد(دشت بلند)، میدل‌فلد(دشت میانی)، لوفلد(دشت پست) و کوهستان لِبومبو.
از نظر زمین‌شناسی، قدیمی‌ترین سازندها در غرب و جوانترین سازندها در شرق هستند. اسواتینی یکی از پرآب‌ترین کشورهای آفریقای جنوبی است. رودخانه‌های مهم دائمی که سرچشمه آن‌ها آفریقای جنوبی است، از طریق این کشور به اقیانوس هند می‌ریزند. این رودخانه‌ها لوماتی، کوماتی، امبولوزی و اوسوتو هستند. اوسوتو دارای بزرگترین حوضه آبریز در کشور است، با سه شاخه اصلی، اوسوشوانا, اِنگووِمپیسی، و مخوندوو. در جنوب، رود اینگواووما به سمت غرب اسواتینی بالا می‌رود و همچنین از لبومبو می‌گذرد.
منطقه های‌فلد اسواتینی به سمت شرق جای خود را به میدل‌فلد می‌دهد که ارتفاع متوسط آن از سطح دریا ۷۰۰ متر است. این منطقه پرجمعیت‌ترین منطقه کشور است. مانزینی، قطب تجاری و صنعتی کشور در این منطقه قرار دارد. در نهایت، پست‌ترین بخش اسواتینی، لوفلد دارای ارتفاع متوسط ۲۵۰ متر است. در لوفلد مراتع و درختان خار با تراکم جمعیت کم جمعیت انسان وجود دارد. با توجه به شیوع بالای مالاریا در دشت‌های پست در قدیم، لوفلد از بقیه کشور عقب مانده‌است.

## محیط زیست

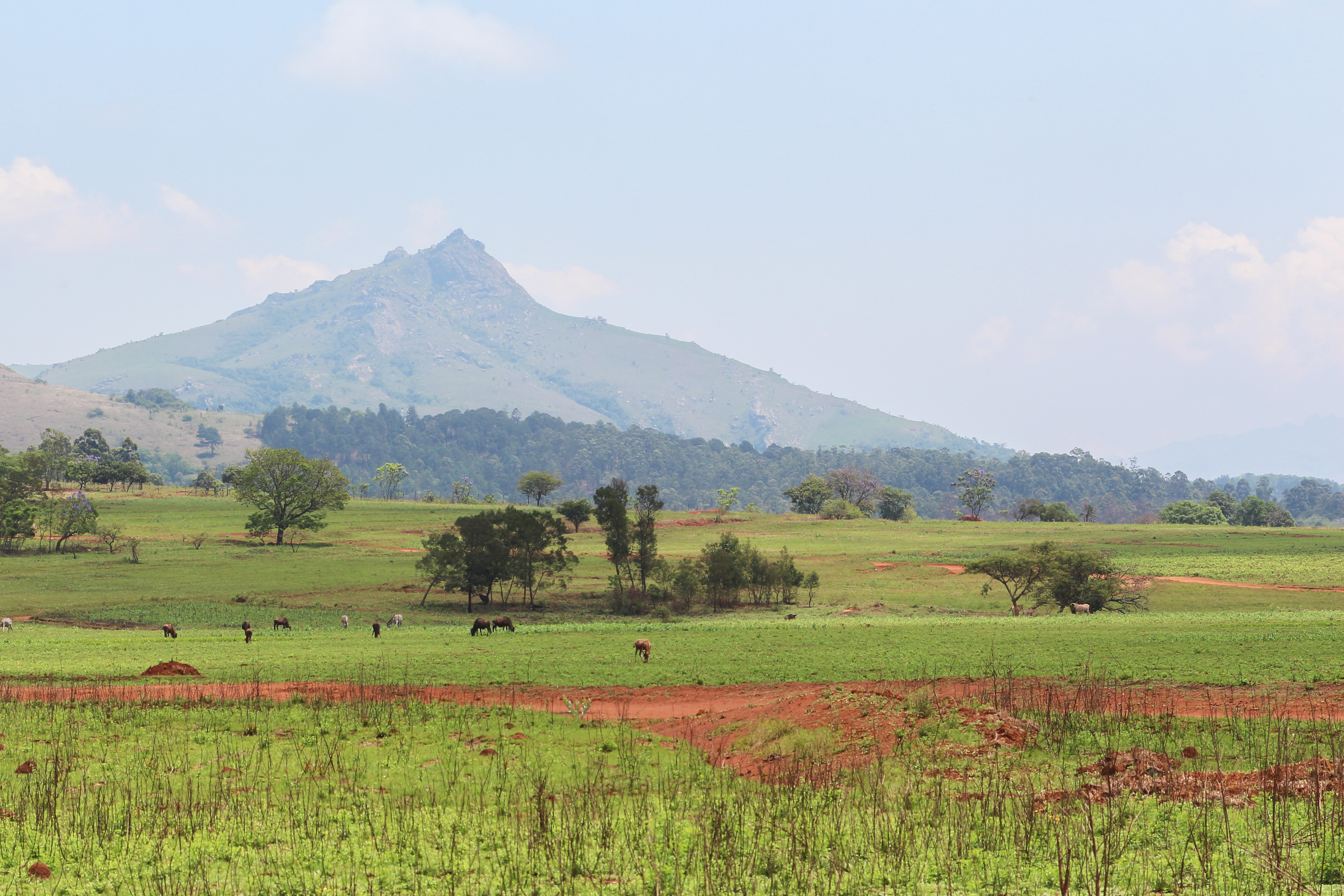
پناهگاه حیات وحش ملیلوانه.